# 戸井康成の金曜スクラッパー
『戸井康成の金曜スクラッパー』（といやすなりのきんようスクラッパー）は、2021年10月22日から2024年3月29日まで毎週金曜日にCBCラジオで断続的に放送されたラジオ番組。2024年10月3日から2025年3月27日まで放送された後継番組である『戸井康成の木曜スクラッパー』（といやすなりのもくようスクラッパー）や、15分番組の『戸井康成の別冊スクラッパー』（といやすなりのべっさつスクラッパー）、不定期で放送される『戸井康成の増刊スクラッパー』（といやすなりのぞうかんスクラッパー）についても扱う。

## 概要
架空の情報サイト「スクラッパー」のキャップ（編集長）戸井康成と秘書の小林美鈴が、今週の気になるニュースやリスナーの事件を集め、スクラップしてお送りする情報バラエティー番組。
オープニング曲はビリー・ジョエルの『You May Be Right』（邦題:ガラスのニューヨーク）。「Friday night I crashed your party」から始まる歌詞ということで採用されたが、番組が金曜から別の曜日に移動した後も変わらず流れている。
基本的には金曜日のナイターオフ番組として放送されていたが、2023年度のみナイター中継のクッション番組としても編成され通年放送であった。2024年度はナイターオフの自社制作ワイド番組の放送曜日が前年の編成より入れ替えられたため、『金曜スクラッパー』から『木曜スクラッパー』へと改題される。

## パーソナリティ
- 戸井康成
- 小林美鈴（2021年10月 - ）

## 放送時間
戸井康成の金曜スクラッパー
- 2021年10月22日 - 2022年3月18日：毎週金曜日 20:00 - 21:30
- 2022年10月7日 - 2023年3月24日：毎週金曜日 19:00 - 21:30
- 2023年4月7日 - 9月29日：毎週金曜日 21:00 - 22:00
  - 『CBCドラゴンズナイター』が延長の場合、放送時間短縮もしくは休止となる。
- 2023年10月7日 - 2024年3月29日[2]：毎週金曜日 19:00 - 21:40

戸井康成の別冊スクラッパー
- 2022年4月3日 - 9月25日、2023年4月9日 - 10月1日：毎週日曜日 20:45 - 21:00
  - 『CBCドラゴンズサンデー』でナイター中継実施の場合、前枠番組『明日へのエール〜ことばにのせて〜』共々14時台に繰り上げて放送。2023年度は『金曜スクラッパー』との並行放送。

戸井康成の木曜スクラッパー
- 2024年10月3日 - 10月30日：毎週木曜日 19:00 - 21:30
  - レギュラー再開に先立ち、2024年9月19日[3]の19:00 - 21:00に『木曜スクラッパー』名義でのプレ放送を実施。
- 2024年11月7日 - 2025年3月27日：毎週木曜日 19:00 - 21:00
  - 『竹内由恵のGood Shape Navi』開始に伴い、終了時間を30分繰り上げ。

戸井康成の増刊スクラッパー
- 不定期放送。CBCドラゴンズナイターの放送が組まれていない平日の19:00 - 21:00に放送。
- 2024年度は、2024年5月2日、6月18日、6月20日、7月25日、9月27日の放送予定であったが、7月25日はドラゴンズOB戦「DRAGONS CLASSIC LEGEND GAME2024」の中継、9月27日は追加日程の巨人対中日戦の中継が組み込まれたため放送取りやめ。代替として9月19日に[3]『木曜スクラッパー』のプレ放送が実施された。
- 2025年度は、2025年5月8日、6月24日、7月18日、9月23日の放送予定。

## スペシャル番組
- 『戸井康成の年末スクラッパー』（2021年12月29日 18:00 - 21:00）（2023年12月29日 19:00 - 21:40）
- 『戸井康成の新春スクラッパー』（2023年1月3日 15:00 - 17:00）（2025年1月2日 18:00 - 21:00）